# Tatra 87
Tatra 87 — чехословацкий автомобиль представительского класса, усовершенствованная версия Tatra 77. Конструкция Эриха Юбелакера и Ганса Ледвинки. Модель прославилась грандиозным пробегом Иржи Ганзелки и Мирослава Зикмунда по Африке, Южной и Центральной Америке в 1947—1950 годах.

## Технические особенности
1. Tatra 87 была очередным представителем т.н. «татровской концепции», начатой автомобилем Tatra 11: хребтовидная труба вместо рамы, двигатель воздушного охлаждения, независимая подвеска всех колес, качающиеся ведущие полуоси.
2. Двигатель в блоке с коробкой передач был расположен позади задних колес. От шума и тепла двигателя пассажиры были защищены просторным багажным отделением между стенкой моторного отсека и откидывающейся спинкой заднего сиденья (под передним капотом размещались бензобак, два включённых последовательно аккумулятора 6 В общей ёмкостью 60 А.ч, масляный радиатор и два запасных колеса) и дополнительным стеклом внутри кузова. Не испытывались проблемы с охлаждением. Воздушное охлаждение двигателя с двумя мощными многолопастными центробежными вентиляторами с ременным приводом не требовало воды, что существенно упрощало эксплуатацию автомобиля в пустынных и засушливых регионах, как показало путешествие Ганзелки и Зикмунда.
3. Редкие в то время полнопоточный масляный фильтр, система охлаждения масла с отдельным радиатором, рулевое управление реечного типа, замок рулевого колеса.
4. Улучшенная аэродинамика позволяла повысить курсовую устойчивость по сравнением с предыдущей моделью. Кузов имел «рыбий плавник» (киль) на крыше, как и последнее усовершенствование Tatra 77, увеличивающий боковую поверхность в задней части флюгера (мера предпринятая ещё Гансом Ледвинкой, спасая своё детище от рысканья). Для снижения избыточной поворачиваемости была придумана оригинальная конструкция задней подвески.
5. Tatra 87 была первой чехословацкой машиной с цельнометаллическим кузовом: отказ от деревянного каркаса существенно снизил массу автомобиля. С этой же целью были уменьшены габариты автомобиля, включая базу колёс, двигатель получил алюминиевую головку блока цилиндров и поддон картера из магниевого сплава, сам чугунный блок цилиндров был оребрён.
6. Система централизованной смазки шасси и рулевого управления, приводимая в действие отдельной педалью (по инструкции после каждых 200 км пробега), применённая ввиду затруднённого доступа к агрегатам главной передачи.
7. «Панорамное» лобовое стекло из трех плоских частей, разделённых узкими стойками, как бы выпадавшими из поля зрения.
8. Все двери были навешены на средние стойки кузова с выступающими петлями, но передние открывались против хода движения, а задние — по ходу. Ручки дверей были утоплены. В стойках же располагались и  указатели поворота семафорного типа.
9. Большинство автомобилей имело сдвижной металлический люк в крыше над передними сиденьями.
10. Трехфарная система переднего освещения. Центральная фара выполняла роль прожектора и включалась отдельной кнопкой на приборной панели; по специальному заказу она могла быть оборудована гидросистемой поворота, отслеживающей вращение рулевого колеса. Также кнопками на панели включались электрический стартер и звуковой сигнал.
11. Различная колёсная база с правой и с левой стороны - полуоси были установлены с небольшим смещением.
12. До 1938 года Tatra 87 имела правое расположение руля. В 1946 году был немного изменён дизайн: автомобиль получил утопленные в крылья фары и электрические поворотники вместо семафорных.

## Галерея

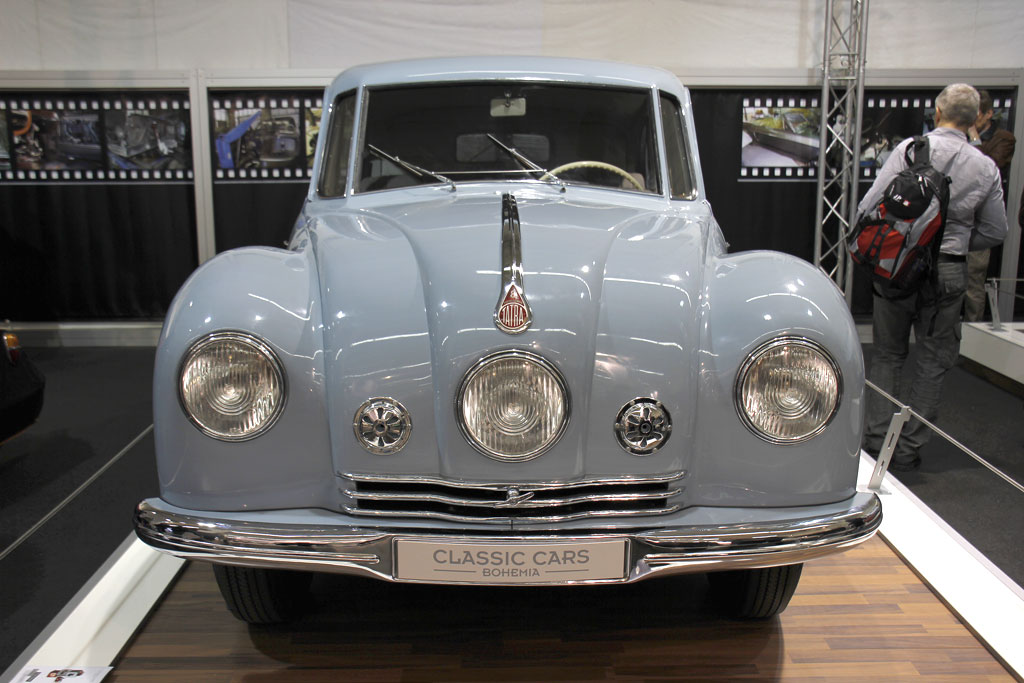
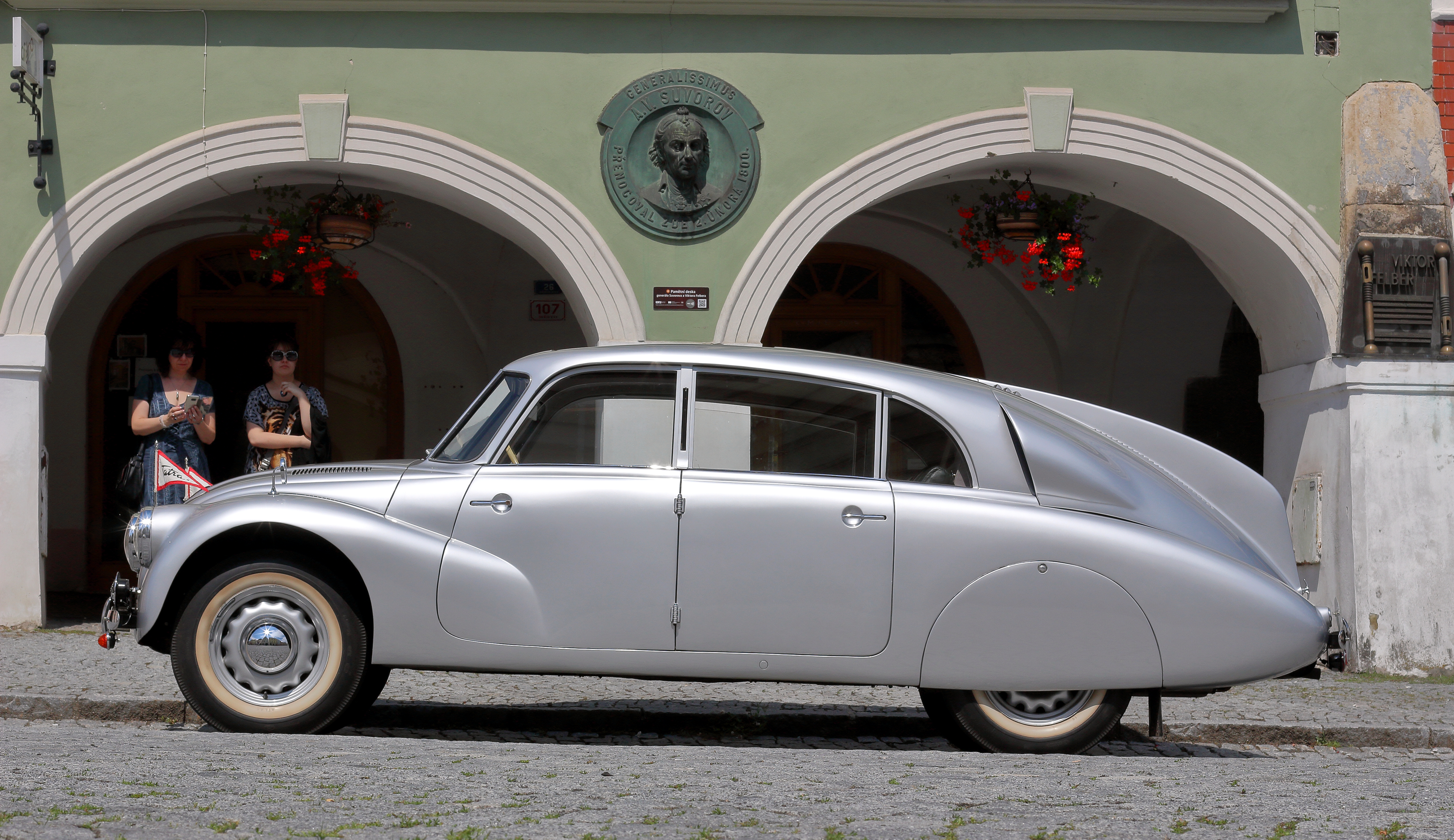
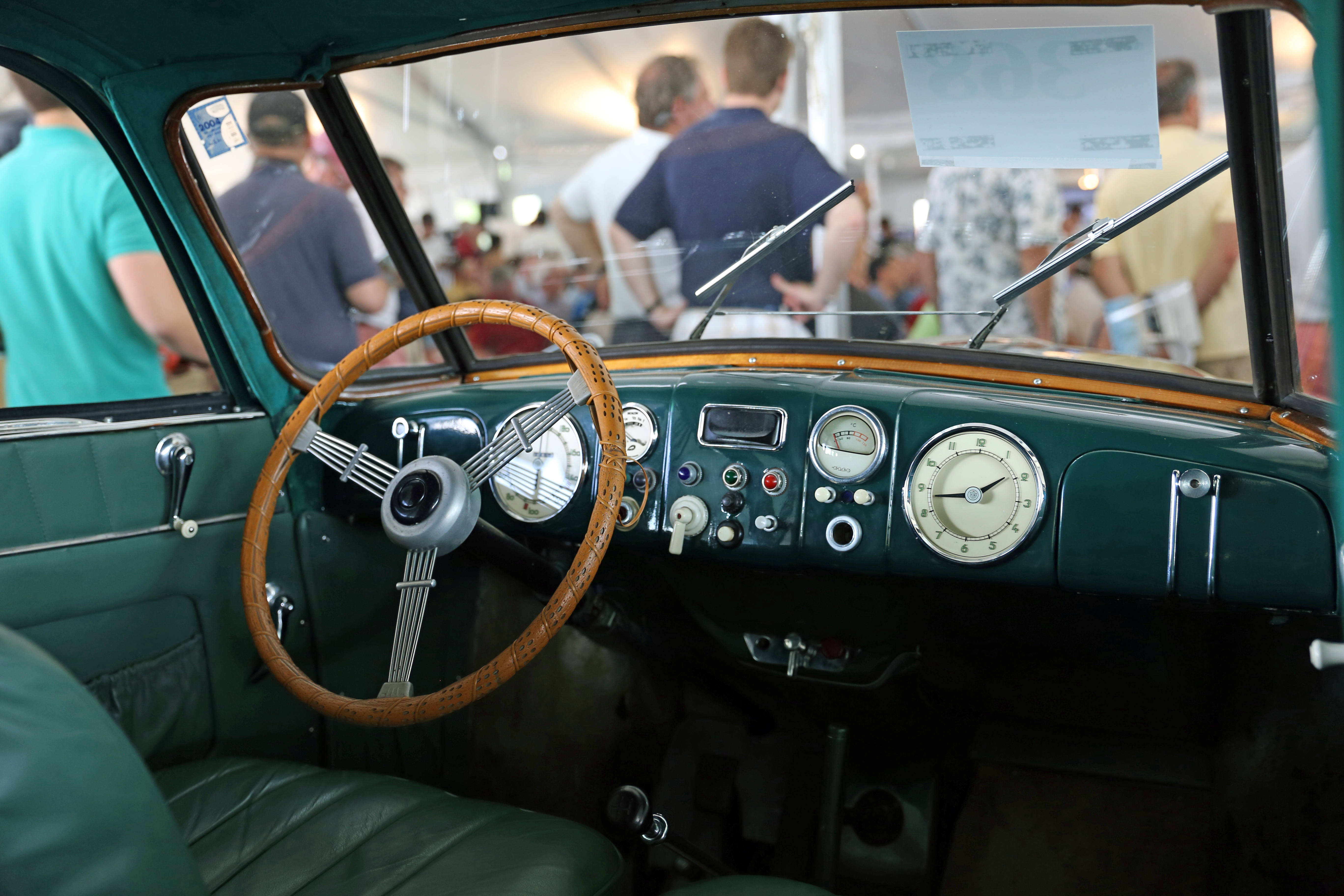
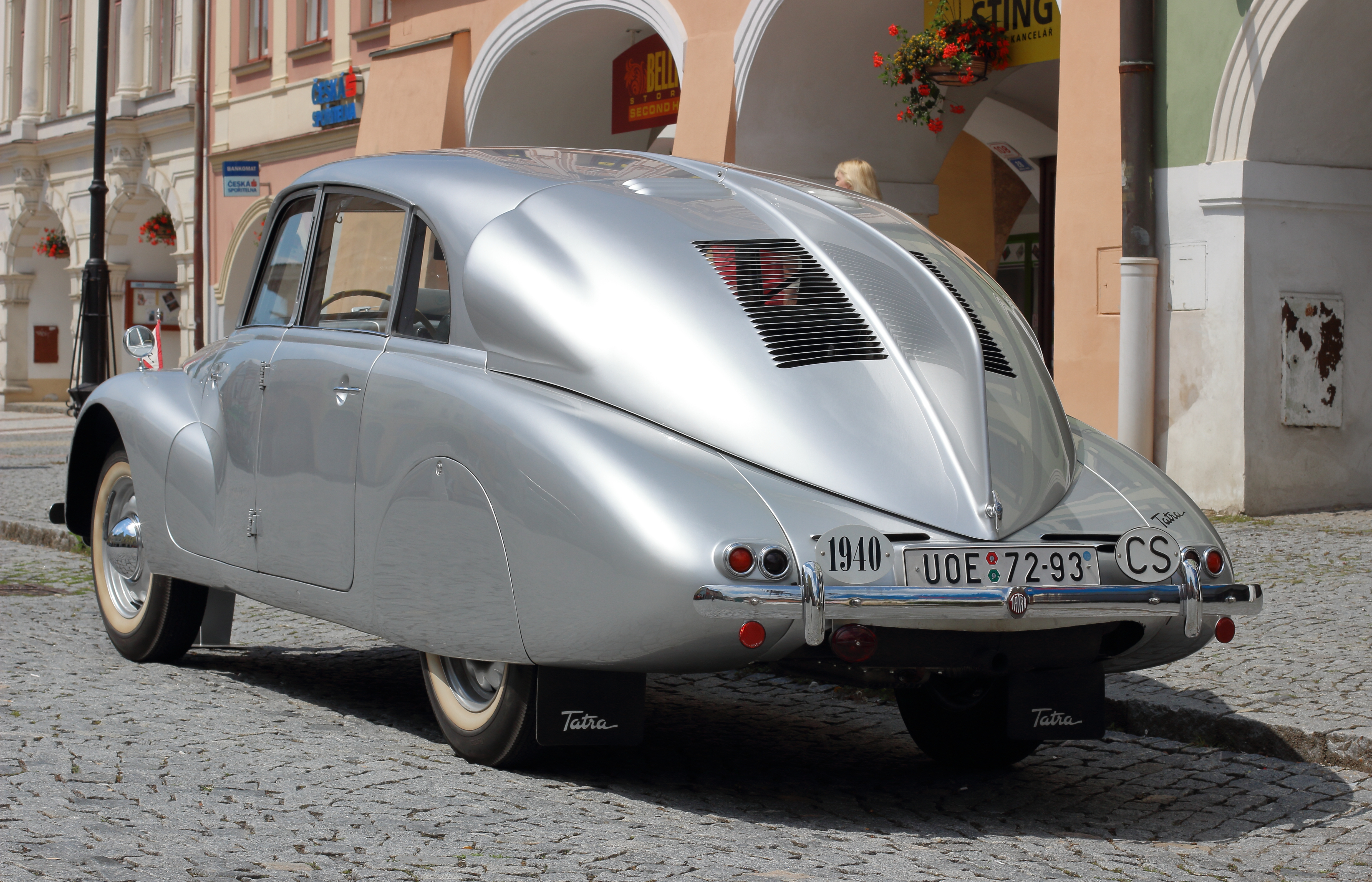
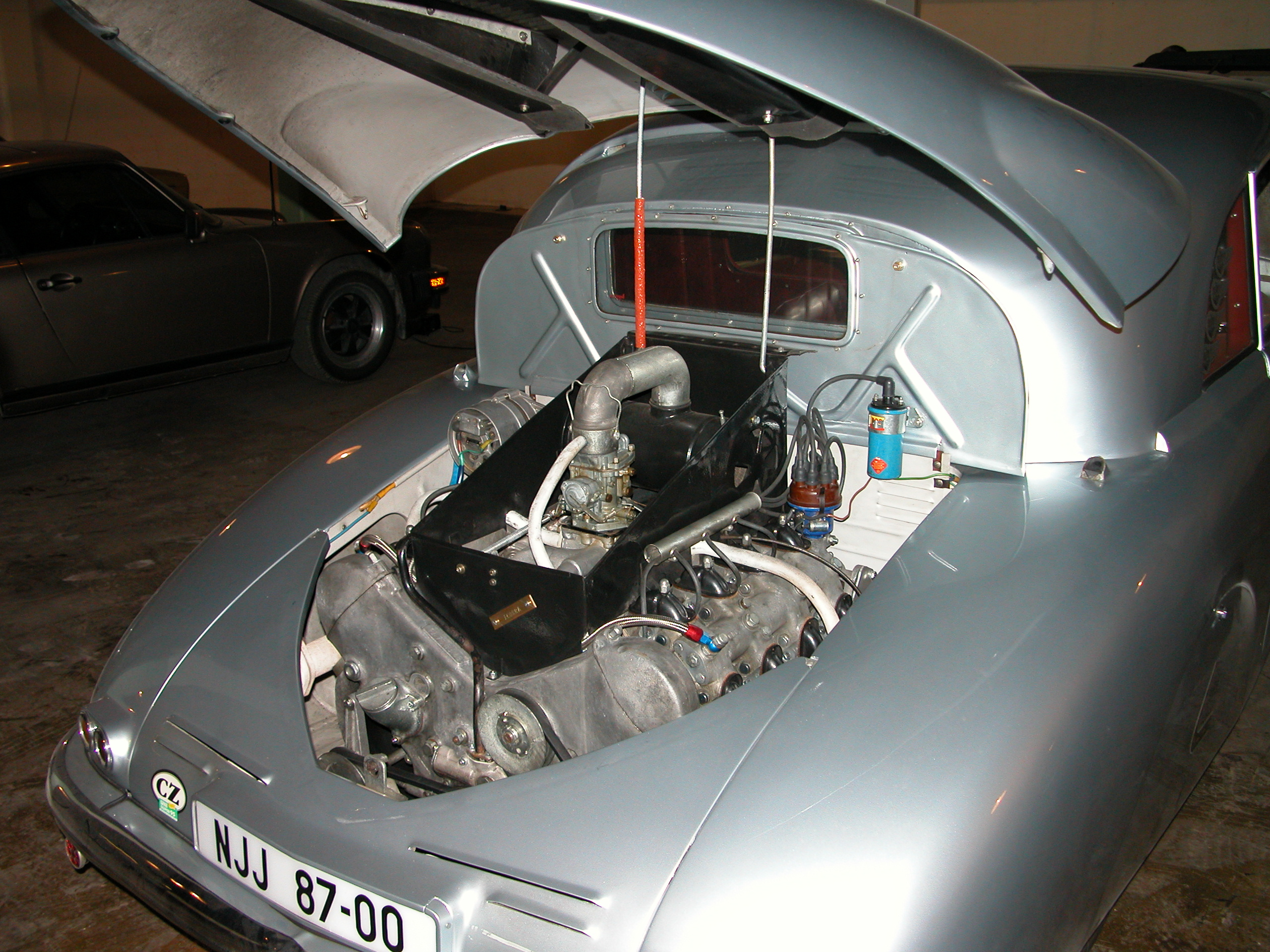